# Oshkosh Public Museum
Das Oshkosh Public Museum ist ein Museum in Oshkosh, Wisconsin, Vereinigte Staaten. Es befindet sich im Edgar and Mary Jewell Sawyer House im Algoma Boulevard Historic District. 1994 wurde es in das National Register of Historic Places aufgenommen.

## Geschichte
Edgar Sawyer, ein Holz-Baron, ließ das Haus 1908 durch den Architekten William Waters an Stelle seines vorherigen Hauses errichten. Die Sawyers lebten nur etwa ein Jahr lang im neuen Haus, bis Mary dort an Herzversagen starb. Edgar hielt die Residenz noch 12 Jahre, lebte dort aber nicht mehr dauerhaft. Das Haus wurde 1922 der City of Oshkosh geschenkt und 1924 als Museum eröffnet. Viele Ausstellungsstücke wurden am 2. Juni 1994 durch ein Feuer im dritten Geschoss zerstört.

## Sehenswürdigkeiten
Die Hauptattraktion des Museums ist eine Volkskunst-Uhr, die als Apostle’s Clock bekannt ist. Jede Stunde läuft eine Prozession von handgeschnitzten Apostel-Figuren ab, welche zu den Klängen einer Regina Music Box umlaufen und sich vor einer Figur von Jesus Christus verneigen. Der letzte der Apostel, Judas Iskariot, trägt einen Beutel und wendet sich regelmäßig von Jesus ab.
Die Einrichtung des Gebäudes wurde von Tiffany Studios gestaltet. Es gibt mehrere Buntglasfenster und ein aufwändig dekoriertes Treppenhaus. Die einzelnen Räume zeigen Kunst und Artefakte von Oshkosh und der Region um Lake Winnebago.
Ein Teil der Ausstellung dokumentiert auch die Ankunft von Immigranten aus Osteuropa in der Region. Eine Abteilung mit dem Titel „Memories & Dreams“ (Erinnerungen und Träume) befasst sich mit den 1830ern bis zu den 1920ern und zeigt eine Harley-Davidson von 1913. In dem Raum „Grandma’s Attic“ (Großmutters Dachboden) können Besucher mit historischen Gegenständen interagieren. Ein Modell zeigt die Stadt und ihre Lumber Yards (Holzlagerplätze) in den 1800er Jahren.

## Galerie

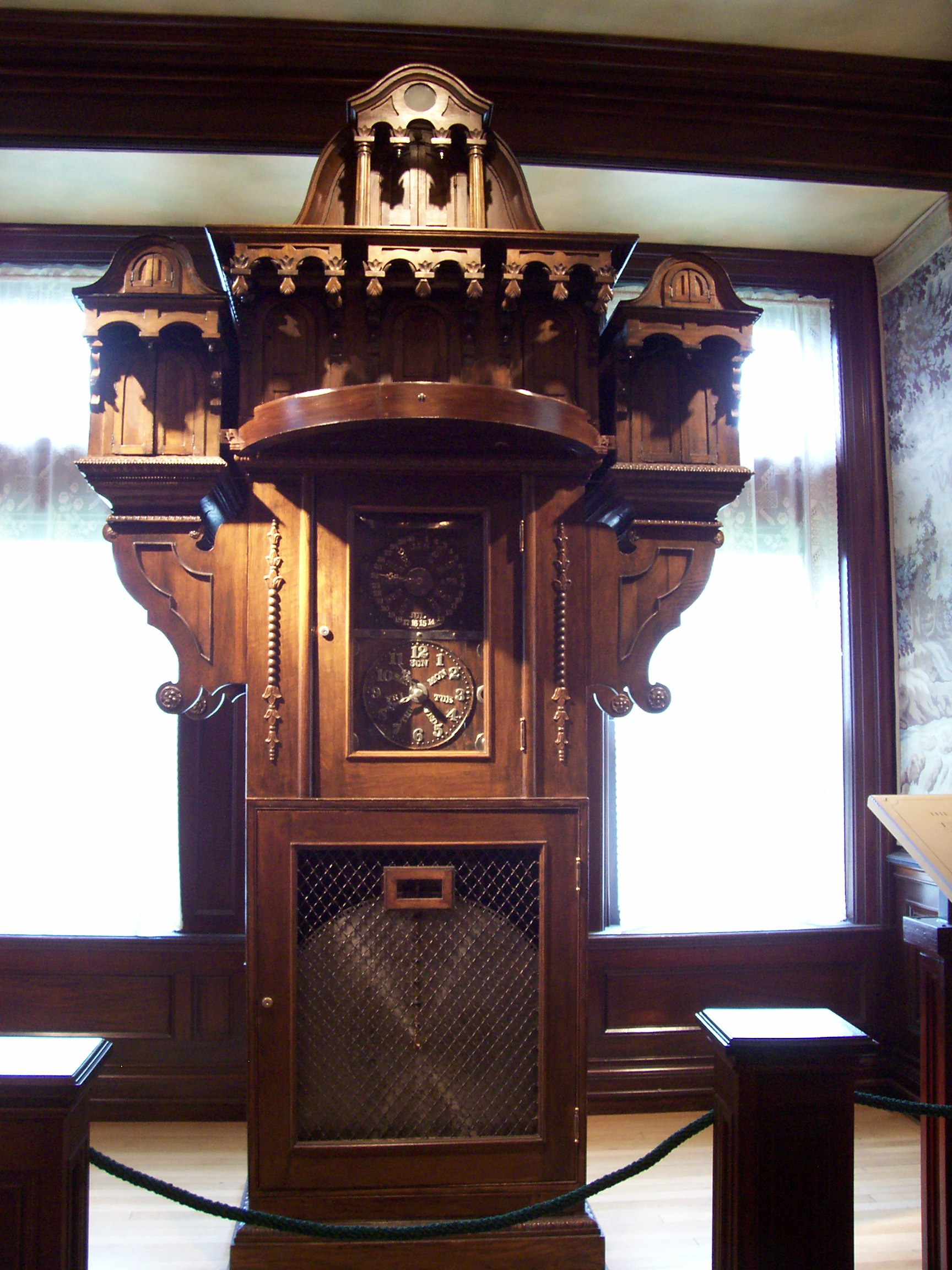
Apostles Clock
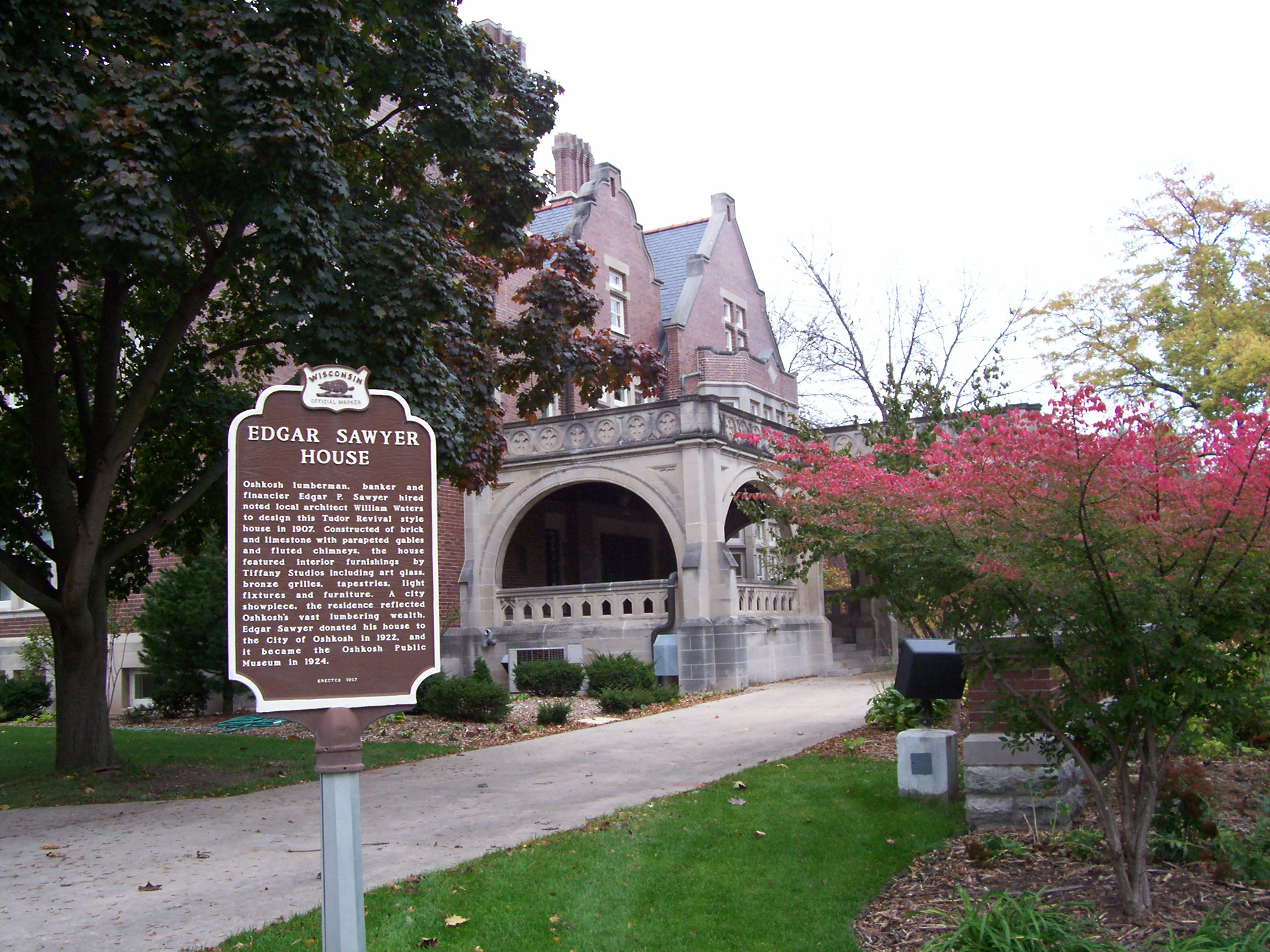
Hinweisschild des Historic Place